# Beauziac
Beauziac – miejscowość i gmina we Francji, w regionie Nowa Akwitania, w departamencie Lot i Garonna.
Według danych na rok 1990 gminę zamieszkiwało 195 osób, a gęstość zaludnienia wynosiła 13 osób/km² (wśród 2290 gmin Akwitanii Beauziac plasuje się na 982. miejscu pod względem liczby ludności, natomiast pod względem powierzchni na miejscu 759.).